# Daphnia curvirostris
Daphnia (Daphnia) curvirostris Eylmann, 1887 – gatunek wioślarki z rodzaju Daphnia i podrodzaju Daphnia s. str., należący do rodziny Daphniidae.

## Opis
Daphnia curvirostris (brak nazwy polskiej). Skorupka słabo-prześwitująca o zabarwieniu żółtawym do brązowego. Męskie osobniki sięgają rozmiarów 0,7-1,1 mm, natomiast żeńskie 1,3-2,9 mm.
Występuje w twałych i tymczasowych kałużach, w stawach i w litoralu małych jezior. Gatunek eurytermiczny spotykany też w jeziorach dystroficznych i bezrybnych. Prawdopodobnie występuje w Polsce.